# کرومر ۲۴۷۵۱
سیارک ۲۴۷۵۱ (به انگلیسی: 24751 Kroemer، نامگذاری:1992SS24) بیست و چهار هزار و هفتصد و پنجاه و یکمین سیارک کشف شده‌است که در ۲۱ سپتامبر ۱۹۹۲ کشف شد.
قدر مطلق سیارک برابر ۲۴.۵ است.